# Nodiko Tatishvili
Nodiko "Nodar" Tatishvili (en georgiano: ნოდიკო "ნოდარ" თათიშვილი; 5 de noviembre de 1986) es un cantante georgiano. Fue elegido para representar a Georgia en el Festival de la Canción de Eurovisión, formando dúo con Sopho Gelovani con el tema "Waterfall". El tema fue compuesto por Thomas G. Son, conocido por componer grandes temas para Eurovisión. El tema "Waterfall" participó en la segunda semifinal, pasando y quedó en el puesto 15º con 50 puntos.